# Leon Rotman
Leon Rotman (22 juillet 1934) est un céiste roumain. Il participe aux Jeux olympiques d'été de 1956 et aux Jeux olympiques d'été de 1960. En 1956, il remporte deux titres olympiques, l'un en C-1 1000m et l'autre en C-1 10 000m. En 1960, il remporte la médaille de bronze dans l'épreuve du C-1 1000M.

## Palmarès

### Jeux olympiques
- Jeux olympiques de 1956 à Melbourne,  Australie
  -  Médaille d'or en C-1 1000m.
  -  Médaille d'or en C-1 10 000m.
- Jeux olympiques de 1960 à Rome,  Italie
  -  Médaille de bronze en C-1 1000m.